# Californische bruinvis
De Californische bruinvis of vaquita (Phocoena sinus) is een soort bruinvis. Er zouden nog slechts circa tien individuen in leven zijn. De soort is dan ook sterk bedreigd.
De Californische bruinvissen leven alleen of in kleine groepen van hooguit tien exemplaren. Ze worden naar verwachting hooguit zo'n 21 jaar. Hun dracht duurt 10 à 11 maanden.

## Voorkomen en naamgeving
De Californische bruinvis komt alleen voor in ondiepe lagunes in en rond de delta van de Colorado in het noorden van de Golf van Californië. In gebieden dieper dan 30 meter waagt ze zich niet. Soms zijn ze zelfs te zien in gebieden zo ondiep dat hun rug boven het water uitsteekt. Ze leven er van vissen en inktvissen.
De lokale bevolking noemt ze cochito's. De naam "vaquita" is Spaans voor "kleine koe".

## Uiterlijk
Mannetjes van de Californische bruinvis worden ongeveer 1,4 meter lang, vrouwtjes 1,5 meter. Pasgeboren kalveren zijn circa 0,7 meter. Daardoor is dit de kleinste bruinvis en een van de kleinste walvisachtigen. De flippers en rugvin zijn groot ten opzichte van de rest van het lichaam; de rugvin is sikkelvormig. Vergeleken met andere bruinvissen heeft de vaquita een kleinere schedel en een kortere en bredere snuit. De soort is verder te herkennen aan de zwartomrande ogen en lippen. De rug is grijs tot donkergrijs en verbleekt geleidelijk tot lichtgrijs of gebroken wit naar de buik toe. De Californische bruinvis wordt tot 50 kilogram zwaar.
De Californische bruinvis maakt een luid, scherp en puffend geluid dat wat lijkt op het geluid van de gewone bruinvis.

## Mensen
Veel Californische bruinvissen zijn gestikt in haringnetten. Om de soort te beschermen, riep de Mexicaanse regering in 1993 het noordelijke deel van de Golf van Californië uit tot reservaat. Toch zouden jaarlijks nog exemplaren omkomen door visnetten. Zonder deze ongelukjes komen volgens natuurbeschermers nog steeds veel dieren om, vooral door pesticiden en een teruglopende aanvoer van zoet water uit de Colorado door irrigatie. Door hun kleine aantal kan ook inteelt voor problemen zorgen.
Californische bruinvissen lijken menselijk contact sterk te mijden. Ze worden niet snel opgemerkt en vluchten geruisloos als een boot nadert. Toch is er een geval bekend waar ze mensen aanvielen met hun sterke schedel.
Anno 2010 werd het aantal dieren op 250 geschat, ruim 50% minder dan een decennium daarvoor. In 2012 bedroeg hun aantal naar schatting 200, anno 2014 is dat verminderd tot 97 individuen, waarvan 25 geslachtsrijpe vrouwtjes zijn. In 2015 werd het aantal nog lager ingeschat op circa 50, bij een telling in de zomer van 2016 op 30, terwijl in 2018 hun aantal was geslonken tot tien. Als grote oorzaak van de achteruitgang wordt de illegale vangst met netten op de vis Totoaba macdonaldi genoemd. De vaquita's raken verstrikt in de netten en verdrinken.